# Gilmore (Arkansas)
Gilmore es una ciudad ubicada en el condado de Crittenden en el estado estadounidense de Arkansas. En el Censo de 2010 tenía una población de 188 habitantes y una densidad poblacional de 326,97 personas por km².

## Geografía
Gilmore se encuentra ubicada en las coordenadas 35°24′42″N 90°16′40″O / 35.41167, -90.27778. Según la Oficina del Censo de los Estados Unidos, Gilmore tiene una superficie total de 0.57 km², de la cual 0.57 km² corresponden a tierra firme y (0%) 0 km² es agua.

## Demografía
Según el censo de 2010, había 188 personas residiendo en Gilmore. La densidad de población era de 326,97 hab./km². De los 188 habitantes, Gilmore estaba compuesto por el 22.34% blancos, el 76.6% eran afroamericanos, el 0% eran amerindios, el 0% eran asiáticos, el 0% eran isleños del Pacífico, el 1.06% eran de otras razas y el 0% pertenecían a dos o más razas. Del total de la población el 1.06% eran hispanos o latinos de cualquier raza.